# 972
972 (CMLXXII) fue un año bisiesto comenzado en lunes del calendario juliano, en vigor en aquella fecha.

## Nacimientos
- Ramón Borrell, conde de Barcelona.
- 27 de marzo - Roberto II de Francia.
- Fujiwara no Michinobu, poeta y cortesano japonés.
- Gregorio V, papa de la Iglesia católica de 996 a 999.

## Fallecimientos
- Liutprando de Cremona, historiador Medieval.
- Sviatoslav I, Príncipe de Kiev.
- 6 de septiembre - Juan XIII, papa de la Iglesia católica.